# Exposição à natureza e saúde mental

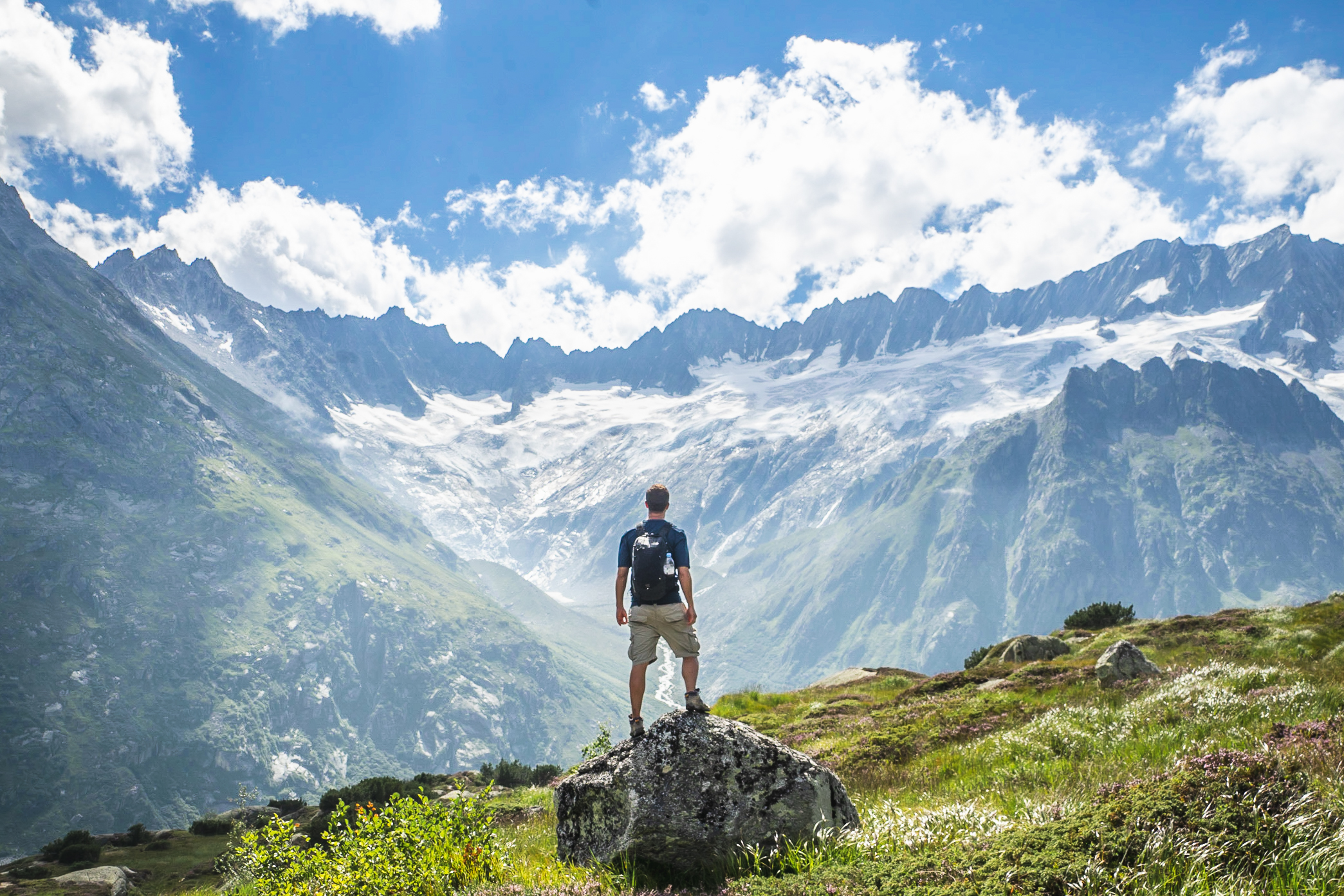
Pessoa em pé em frente aos Alpes Suíços.

A exposição à natureza e saúde mental referem-se à associação entre a interação de um indivíduo com ambientes naturais e o seu efeito na saúde mental do indivíduo. A maioria dos estudos considera qualquer interação com a natureza como exposição, como uma caminhada, estar numa floresta ou num lugar com água (por exemplo, lago, praia), fazer uma caminhada num parque, etc. Atualmente, existe uma extensa investigação sobre o impacto da exposição à natureza nas pessoas, que encontra uma associação benéfica de várias maneiras. Estudos mostram que o contacto dos seres humanos com a natureza diminuiu com o estilo de vida contemporâneo de passar a maior parte do tempo em ambientes fechados e com o aumento do tempo gasto em ecrãs. No entanto, a interação com a natureza tem sido considerada um promotor geral da saúde, graças aos muitos benefícios que traz também à saúde mental e à cognição. Como consequência, os terapeutas usam a natureza nos seus tratamentos para melhorar a saúde mental ou física. Estes tratamentos e técnicas são chamados de ecoterapia.

## Saúde mental e impacto emocional
A saúde mental foi definida como o estado de bem-estar mental que permite às pessoas lidar com o stress da vida, realizar as suas capacidades, aprender bem e trabalhar bem, e contribuir para a sua comunidade. Investigações sobre a exposição a ambientes naturais mostram que a natureza fortalece a nossa saúde mental de várias formas, como diminuindo o stresse e melhorando o humor. Além disso, existem evidências que demonstram que o contacto com a natureza está associado ao aumento da felicidade, bem-estar subjetivo, afeto positivo, interações sociais positivas e um sentido de significado e propósito na vida, bem como à diminuição do sofrimento mental. Um exemplo prático disso são as caminhadas na natureza. Elas podem aumentar a atividade cerebral no córtex pré-frontal subgenual, que é desativado quando uma pessoa se sente ansiosa ou deprimida.
A investigação mostra que os efeitos da natureza na saúde mental são positivos em todas as idades. Em relação às crianças, na Dinamarca houve um estudo realizado ao longo de dezoito anos que analisou a comparação entre crianças de 0 a 10 anos que viviam em bairros com mais espaços verdes e crianças com  menores níveis de exposição a espaços verdes. Foi descoberto que as crianças do nível mais alto de espaço verde tinham 55% menos risco de desenvolver múltiplos transtornos psiquiátricos, como depressão, esquizofrenia, transtorno de substâncias, transtornos alimentares e transtornos de humor. Da mesma forma, outro estudo realizado em quatro cidades europeias concluiu que os adultos com baixos níveis de exposição a ambientes exteriores na infância tinham uma saúde mental significativamente pior em comparação com os adultos com elevados níveis de exposição a ambientes exteriores na infância. Além disso, existem efeitos restauradores da natureza que promovem a saúde mental e o bem-estar dos idosos. Estudos mostram que a interação de adultos mais velhos com a natureza pode estar associada a melhores estados de ânimo, diminuição da probabilidade de depressão, redução dos níveis de stresse e melhora da função cognitiva.

## Impacto cognitivo
A cognição refere-se a todas as formas de conhecimento e consciência, como perceber, conceber, lembrar, raciocinar, julgar, imaginar e resolver problemas. Graças à investigação correlacional e experimental, foi encontrada uma associação positiva entre o ambiente e as habilidades cognitivas. Alguns dos principais benefícios encontrados pelos estudos são a melhoria do desempenho da memória de trabalho, a melhoria da atenção, a flexibilidade cognitiva e as tarefas de controlo da atenção. Em contraste, a exposição a ambientes urbanos tem sido associada a défices de atenção.
Períodos curtos de exposição à natureza também podem causar benefícios cognitivos, incluindo a exposição apenas por meio de imagens. Uma experiência de controlo de atenção feita por investigadores australianos pediu que estudantes universitários participassem de uma tarefa tediosa e que exigia muita atenção, na qual eles tinham que pressionar uma tecla do computador quando viam certos números piscando no ecrã. No meio da tarefa, os participantes tiveram micropausas de 40 segundos, nas quais viam uma cena de cidade com um telhado verdejante de um campo florido ou um telhado de betão descoberto. Os participantes que visualizaram o telhado verde cometeram significativamente menos erros de omissão e mostraram uma resposta mais consistente à tarefa em comparação com os participantes que visualizaram o telhado de betão, de acordo com o estudo. Tais mudanças na atenção podem refletir, por exemplo, na forma como os humanos percebem o tempo na natureza quando comparado com os ambientes urbanos.
Além da exposição a imagens da natureza, vários estudos experimentais utilizaram uma ampla gama de tipos de estímulos, como sons e exposição ao mundo real. Estes estudos compararam o desempenho cognitivo dos participantes após a exposição à natureza em comparação com ambientes urbanos. Um impacto significativo que foi descoberto consistentemente em ambientes naturais é a melhora na memória de trabalho. Isto foi descoberto de forma persistente por meio de uma tarefa de intervalo digital reverso, na qual os participantes são instruídos a repetir sequências de números (que variam em comprimento) em ordem reversa. Da mesma forma, os participantes que tiveram exposição a ambientes naturais melhoraram o seu desempenho.